# Курт Армбрустер
Курт Армбрустер (нім. Kurt Armbruster, 16 вересня 1934, Цюрих — 14 березня 2019) — швейцарський футболіст, що грав на позиції півзахисника.
Виступав, зокрема, за клуб «Лозанна», а також національну збірну Швейцарії.

## Клубна кар'єра
Розпочав грати у футбол за команду «Грассгоппер» з рідного міста Цюрих, з якого перейшов до «Лозанни», кольори якої захищав протягом восьми сезонів. Він зробив значний внесок у те, що команда виграла чемпіонат у 1965 році та двічі Кубок Швейцарії у 1962 та 1964 роках, що було, мабуть, найбільш успішним періодом в історії клубу.
Завершив ігрову кар'єру у команді «Монте», за яку виступав протягом 1968—1969 років.

## Виступи за збірну
13 січня 1963 року дебютував в офіційних іграх у складі національної збірної Швейцарії в товариському матчі проти Марокко (0:1) в Касабланці.
У складі збірної був учасником чемпіонату світу 1966 року в Англії. Під час цього турніру він провів 2 гри: з Іспанією (1:2) та Аргентиною (0:2), а його команда програвши усі три матчі посіла останнє місце у групі.
Загалом протягом кар'єри у національній команді, яка тривала 5 років, провів у її формі 6 матчів.
Помер 14 березня 2019 року на 85-му році життя.

## Титули і досягнення
- Чемпіон Швейцарії (1):

«Лозанна»: 1964/65
- Володар Кубка Швейцарії (2):

«Лозанна»: 1961/62, 1963/64